# H.M. Pulham, Esq.
H.M. Pulham Esq. ist ein US-amerikanisches Liebesdrama aus dem Jahr 1941 unter Regie von King Vidor, der den Film auch für Metro-Goldwyn-Mayer produzierte sowie mit seiner Ehefrau Elizabeth Hill das Drehbuch schrieb. Als Vorlage diente der gleichnamige, erstmals zwischen September 1940 und Januar 1941 im Magazin McCall’s veröffentlichte Roman von John Phillips Marquand.

## Handlung
Boston um 1940: Harry Moulton Pulham Esquire ist ein etwas spießiger Geschäftsmann mittleren Alters, der ein ruhiges und materiell sorgloses Leben führt. Die Ehe mit Kay, mit der er zwei Kinder hat, verläuft harmonisch, aber seit langem leidenschaftslos. Eines Tages erhält er den Auftrag, das 25-Jahres-Treffen seines Harvard-Abschlussjahrgangs mit zu organisieren. Harry erinnert sich daraufhin an seine Studienerlebnisse sowie seinen Einsatz im Ersten Weltkrieg. Wenig später erhält er einen Anruf seiner ehemaligen Arbeitskollegin und Geliebten Marvin Myles Ransome, die sich gerade in Boston aufhält. Sie haben sich seit zwanzig Jahren nicht mehr gesehen. Er verabredet sich zögerlich in einem Restaurant und verrät seiner Frau nichts davon, verschwindet allerdings sofort, als er die immer noch schöne Marvin im Restaurant sitzen sieht.
Harry gerät aus seinem Alltagstrott, plötzlich plagen ihn Erinnerungen an seine 20 Jahre zurückliegende Beziehung mit Marvin: Nach dem Ende des Weltkrieges erhält Harry durch die Vermittlung seines Harvard-Freundes Bill King seine erste Arbeitsstelle in der New Yorker Werbefirma von J. T. Bullard. Das Treiben in dem neuartigen, kreativen, sich schnell verändernden Werbegeschäft ist ganz anders als Harrys Aufwachsen in einer reichen, wohl behüteten, etwas altmodischen Umgebung. Auf der Arbeit trifft Harry auf seine Kollegin Marvin Miles, die in ihrem selbstbewussten, unabhängigen und zugleich lebensfrohen Auftreten anders als die Frauen ist, die er bisher kennengelernt hatte. Die beiden entdecken ihre Liebe füreinander, doch es treten bald Probleme auf. Die Familie von Harry ist alt und konservativ, Marvin wird zwar freundlich empfangen, dennoch werden viele Unterschiede zwischen ihr und den Pulhams deutlich. Auch Harry wünscht sich, dass Marvin bei einer Heirat seine traditionellen Vorstellungen einer Ehefrau erfüllt, was sie nicht will. Als Harrys Vater John stirbt, erbt  Harry seine Firma. Harry gibt daraufhin seine Stelle in der Werbeagentur auf. Sich für Harry zu verändern und den Rest ihres Lebens in der verstaubten Bostoner Oberschicht zu verbringen, kommt für Marvin nicht in Frage. So trennen sich beider Wege, obwohl sie sich lieben. Harry heiratet schließlich Kay Motford, die aus derselben sozialen Sphäre wie er kommt und seine Denkweisen und Lebensroutinen teilt.
Zurück in der Gegenwart ist Harry durch die Erinnerungen unzufrieden geworden und fühlt sich zwischen Beruf und Ehe gefangen. Die Gespräche mit Kay erscheinen ihm langweilig und oberflächlich. Beim Frühstück bittet er Kay, mit ihm noch am selben Tag eine Reise anzutreten, damit sich ihre Liebe neu entfachen kann. Kay reagiert überrascht und skeptisch, für sie verläuft das gemeinsame Leben perfekt und die Ideen ihres Ehemannes empfindet sie als spontane Eingebung. Harry ruft Marvin an und besucht sie in ihrem Hotelzimmer. Marvin ist beruflich erfolgreich und führt eine eher durchwachsene Ehe mit einem Mann, den sie offenbar geheiratet hat, da dieser sie an Harry erinnerte. Es gibt fröhliche Momente und etwas von der alten Anziehung ist noch da, doch beide stellen schließlich fest, dass sie die Zeit nicht zurückdrehen können – selbst wenn sie sich in ihrem gegenwärtigen Leben in einer Sackgasse befinden.
Nach dem Treffen mit Marvin sieht Harry seine Frau, die in einem Auto sitzt und seine Aufmerksamkeit verlangt. Sie erzählt ihm, dass sie seinen morgendlichen Vorschlag nun doch gut findet und mit ihm verreisen will. Nun bremst er, doch seine Frau hat bereits alle ihre Termine abgesagt und die Koffer gepackt. Er stimmt schließlich zu und wirkt glücklich darüber, dass er möglicherweise doch seiner Frau näher ist, als er dachte.

## Hintergrund
H.M. Pulham, Esq. weist eine für damalige Verhältnisse relativ komplexe Erzählstruktur auf, da nicht nur einmal, sondern gleich mehrfach im Film nach Assoziationen in der Gegenwartshandlung Rückblenden in die Vergangenheit stattfinden. Die beiden Hauptfiguren treten oft in derselben Einstellung auf, ohne in dieser zueinander zu finden – ein Vorausblick auf das unglückliche Ende der Beziehung sowie den Dualismus, von dem der Film geprägt ist.
Lamarr bezeichnete H.M. Pulham Esq. unter Regie von King Vidor, der in seinen Filmen für die damalige Zeit sehr avancierte und vielfältige Frauenfiguren aufwies, im Jahr 1947 als den bisher wichtigsten Film ihrer Karriere. Nach ihrer Ankunft in Hollywood hatte Lemarr in den späten 1930er-Jahren oft sehr eindimensional angelegte Leading Ladys gespielt, hier erhielt sie die Chance zur Darstellung einer für die damalige Zeit modernen und selbstbewussten, zugleich sensiblen Frau. Für Robert Young gilt H.M. Pulham Esq. ebenfalls als eine seiner besten Kinorollen. Für seine Figur war auch der Brite Herbert Marshall im Gespräch gewesen. Die damals noch unbekannte Ava Gardner soll in einem ihrer ersten Filmauftritte als Statistin an H.M. Pulham Esq. mitgewirkt haben.
Obwohl von der Romanvorlage in den ersten sechs Monaten über 200.000 Ausgaben verkauft werden konnten und die Verfilmung überwiegend gute Kritiken erhielt, war H.M. Pulham Esq. nach seinem Start am 18. Dezember 1941 in den amerikanischen Kinos eher wenig erfolgreich. Ein Grund lag für spätere Filmhistoriker in dem am 7. Dezember 1941 stattfindenden Angriff auf Pearl Harbor, der die Zuschauer für ein nostalgisch-romantisches Drama verdarb, obgleich der Zweite Weltkrieg in der die Gegenwartshandlung von Vidors Film an einigen Stellen nebenbei erwähnt wird.

## Kritiken
Die Kritiken für H.M. Pulham Esq. fielen sehr gut aus, auch die zuvor von Kritikern häufiger gescholtene Hedy Lamarr wurde oft gelobt.
Craig Butler vom All Movie Guide nennt H.M. Pulham Esq. ein „reiches und lohnenswertes Geschenk“ und ein „melancholisches, erwachsenes Drama“ über die Furcht, dass man sein Leben nicht in die Vollen gelebt hätte. Der Filme zeige, dass viele Menschen auf ihren Lebenswegen lieber „Sicherheit und Komfort“ als ein Risiko, das in einem Fehler enden könnte, wählen – „Sicherheit und Komfort“ und das „Verpassen von Möglichkeiten“ können aber auch eine seelische Sackgasse werden. Diese simple Botschaft des Filmes sei „für viele Menschen relevant“, wenngleich das positive Filmende nicht ganz konsequent sei. Das starke Drehbuch und King Vidors Regie schafften es, diese Botschaften überzeugend herüberzubringen, ohne sie beim Publikum „durchzuprügeln“. Robert Young sei „exzellent in einer schwierigen Rolle“, in der er zugleich passiv und handlungstragend sein müsse. Auch die Nebendarsteller Ruth Hussey, Charles Coburn und Van Heflin werden von Butler gelobt, doch er hebt vor allem Hedy Lamarr heraus: Die selten für eine herausragende Schauspielerin gehaltene Lamarr liefere „in der richtigen Rolle und unter der richtigen Regie“ eine „beeindruckende Arbeit“ ab. Sie versprühe Wärme und Gefühl, was bei anderen ihrer Darstellungen nicht immer der Fall gewesen sei.